# Zdravko Luburić
Zdravko Luburić (* 26. Oktober 1942 in Pakrac, Sozialistische Republik Kroatien) ist ein kroatischer Schriftsteller.

## Leben
1966 ließ sich Luburić in Remscheid in Nordrhein-Westfalen nieder. Dort ist er seit 1992 Leiter des Remscheider Internationalen Literaturabends.
Er ist Mitglied im Verband deutscher Schriftsteller, im Verband der „Grenier Jane Tony“, Bruxelles, im Verband kroatischer Schriftsteller und im Freien deutschen Autorenverband.

## Auszeichnungen
- 2002: Reisestipendium des Auswärtigen Amtes nach Mazedonien
- 2003: Literaturpreis A.B. Simic (für: Molitva tmine, Das Gebet der Finsternis)
- 2003: Reisestipendium des Auswärtigen Amtes nach Bosnien und Herzegowina
- 2005: Literaturpreis des Sapho Verlags (für: Tesko pobijedjenima, Weh' dem Besiegten)
- 2007: Literaturpreis Kocics Feder (für: Ponizen i uvrijedjen, Erniedrigt und beleidigt)
- 2008: Literaturpreis Silberner Orpheus, Schriftstellerverein Sieben (für: Eine hilflose Melodie)